# Paulina Bartz
Paulina Bartz (* 9. Mai 2005 in Hamburg) ist eine deutsche Fußballspielerin. Seit dem 1. Juli 2023 ist sie Vertragsspielerin des Bundesligisten Bayer 04 Leverkusen.

## Karriere

### Vereine
Bartz spielte zunächst für den Hamburger Stadtteilverein SV Groß Borstel, den Mehrspartensportverein Niendorfer TSV (C-Jugend) und den Hamburger SV (B-Jugend), bevor sie zur Saison 2021/22 in die erste Mannschaft aufrückte, jedoch in der drittklassigen Regionalliga Nord kein Punktspiel bestritt.
In der Saison 2022/23 war sie für den Eimsbütteler TV mit einem sogenannten Zweitspielrecht ausgestattet und kam sowohl für die B-Juniorinnen, als auch in der ersten Mannschaft in der Regionalliga Nord zum Einsatz. In dieser Spielklasse bestritt sie elf Punktspiele, in denen sie fünf Tore erzielte. Ihr Debüt im Seniorinnenbereich am 18. September 2022 (3. Spieltag), bei der 1:11-Niederlage im Heimspiel gegen den SV Henstedt-Ulzburg, krönte sie mit ihrem ersten Tor, dem Treffer zum 1:9 in der 55. Minute. Am 12. März 2023 (17. Spieltag), beim 9:1-Sieg im Heimspiel gegen den TV Jahn Delmenhorst, gelang ihr ein Dreifach-Torerfolg.
Mit dem Abstieg des Liganeulings, wurde sie zur Saison 2023/24 vom Bundesligisten Bayer 04 Leverkusen verpflichtet. Ihr Pflichtspieldebüt gab sie am 10. September 2023 beim 3:0-Sieg über den SV Meppen in der 2. Runde des DFB-Pokalwettbewerbs. Am 30. September 2023 (2. Spieltag) gab sie ihr Bundesligadebüt; beim 6:0-Sieg im Heimspiel gegen den Aufsteiger 1. FC Nürnberg wurde sie in der 75. Minute für Nikola Karczewska eingewechselt.

### Nationalmannschaft
Bartz debütierte als Nationalspielerin in der U15-Nationalmannschaft, die am 23. Oktober 2019 in Büsingen am Hochrhein das in Freundschaft ausgetragene Länderspiel gegen die Schweizer U16-Nationalmannschaft mit 5:0 gewann; ihr gelang in der 68. Minute mit dem Treffer zum Endstand ihr erstes Länderspieltor.
In den Jahren 2021 und 2022 kam sie in jeweils fünf Freundschafts-, Europameisterschafts- und Weltmeisterschaftsspielen für die U17-Nationalmannschaft zum Einsatz und erzielte in diesen fünf Tore.
Für die U19-Nationalmannschaft debütierte sie am 16. Februar 2023 in Alicante, beim 2:1-Sieg im Freundschaftsspiel gegen die U19-Nationalmannschaft Englands; sie war die Siegtorschützin in der 82. Minute. Mit drei Spielen in der zweiten Qualifikationsrunde für die Europameisterschaft 2023 trug sie zur Teilnahme an der Endrunde bei, an dessen Ende der Finaleinzug stand. Den Titelgewinn musste sie mit ihrer Mannschaft den Spanierinnen überlassen, da diese mit 3:2 im Elfmeterschießen letztendlich erfolgreich waren.

## Erfolge
- Finalist U19-Europameisterschaft 2023
- U17-Europameister 2022